# Гракл антильський
Гракл антильський (Quiscalus niger) — вид горобцеподібних птахів родини трупіалових (Icteridae). Поширений на Великих Антильських островах.

## Поширення
Вид поширений на Кубі, Гаїті, Ямайці, Пуерто-Рико та супутних дрібних островах.

## Підвиди
- Quiscalus niger niger (Boddaert, 1783) — острів Гаїті.
- Quiscalus niger caribaeus (Todd, 1916) — захід Куби та острів Хувентуд.
- Quiscalus niger gundlachii Cassin, 1867 — східна Куба.
- Quiscalus niger caymanensis Cory, 1886 — острів Великий Кайман.
- Quiscalus niger bangsi (J. L. Peters, 1921) — Малий Кайман.
- Quiscalus niger crassirostris Swainson, 1838 — Ямайка.
- Quiscalus niger brachypterus Cassin, 1867 — Пуерто-Рико.

## Опис
Самець довжиною 27 см. Оперення рівномірно чорне зі світло-жовтими очима. Як і всі граклі, він має довгі ноги з міцними кігтями, довгий чорний міцний дзьоб і довгий віялоподібний хвіст. Самиці менші за самців (завдвовжки 24 см), тьмянішого забарвлення.